# Thasos (kommun)
Thasos (Thassos) är en kommun i Grekland.   Den ligger i prefekturen Nomós Kaválas och regionen Östra Makedonien och Thrakien, i den nordöstra delen av landet, 300 km norr om huvudstaden Aten. Antalet invånare är 13 451. Arean är 380 kvadratkilometer. Thasos ligger på ön Thassos.
Terrängen i Thasos är kuperad åt sydväst, men åt nordost är den bergig.